# The Copperhead
The Copperhead er en amerikansk stumfilm fra 1920 af Charles Maigne.

## Medvirkende
- Lionel Barrymore som Milt Shanks
- William P. Carleton
- Francis Joyner som Newt Gillespie
- Richard Carlyle som Lem Tollard
- Arthur Rankin som Joey
- Leslie Stowe som Andrew
- Nicholas Schroell som Abraham Lincoln
- William David som Tom Hardy
- Harry Bartlett som James
- Jack Ridgeway som Theodore Roosevelt
- Mayor N.M. Cartmell som Mercer
- Doris Rankin som Shanks
- Carolyn Lee som Perley
- Anne Cornwall som Madeline
- Francis Haldorn som Elsie